# Biblioteca Imperial de Constantinopla
La Biblioteca Imperial de Constantinopla, o simplemente la Biblioteca de Constantinopla, ubicada en la capital del Imperio Bizantino (actual Estambul, Turquía), fue la última de las grandes bibliotecas del mundo antiguo. Fue fundada por Constancio II, emperador entre 337 y 361, quien estableció allí un "Scriptorium" para que las obras de la literatura griega que sobrevivían pudieran copiarse y conservarse.

## Historia
La mayoría de los textos y la literatura de la antigua Grecia habían sido escritos en papiro, cuando este material comenzó a deteriorarse, hubo un movimiento para transferir el material de lectura de papiro al pergamino. Alrededor del siglo IV, Constantino el Grande comenzó este movimiento y transfirió textos, como las Sagradas Escrituras, del papiro al pergamino. Su sucesor al trono, Constancio II, continuó este movimiento, creando la primera biblioteca imperial de Constantinopla para albergar todas las nuevas copias. Para eso, designó a un académico pagano, Temistio, que seleccionó un equipo de trabajo compuesto de copistas y bibliotecarios,quienes trabajaron para transferir los textos dedicando gran atención a la selección cuidadosa de los textos que tuvieron prioridad como los más importantes. Tras él llegarían otros grandes nombres, como Agathon o Juliano el Apóstata. A lo largo de varias décadas, la biblioteca creció, tanto en número de textos clásicos como de libros cristianos. Años después, el Emperador Valente contrató numerosos escribas para copiar y reparar los libros más deteriorados.
Se cree que la biblioteca contenía unos 100 000 volúmenes de textos antiguos. El conocimiento moderno de la literatura griega clásica es mayor hoy, gracias a su compromiso.
Mucho después de la destrucción de la Gran Biblioteca de Alejandría y otras bibliotecas antiguas, esta biblioteca conservó el conocimiento de los antiguos griegos y romanos y la mantuvo durante casi 1000 años. Según algunas historias vagas de cronistas griegos medievales, una parte sustancial de la Biblioteca de Alejandría se conservó en la Biblioteca de Constantinopla. Cuando Bizancio se convirtió en la nueva capital del Imperio Romano bajo el nombre de Constantinopla durante el reinado de Constantino el Grande, la biblioteca de Alejandría, que ya estaba en descomposición, habría sido "despojada" de valiosos manuscritos para darle a la nueva capital una imagen intelectual.  Así miles de académicos viajaron para consultar y copiar sus volúmenes. Muchos de los grandes textos clásicos conocidos hoy en día son copias de los que se preservaron en Constantinopla.

## Final de la biblioteca
No es claro cuándo fue el fin definitivo de la Biblioteca de Constantinopla: a lo largo de los siglos, varios incendios destruyeron gran parte de la colección que allí se encontraba. En el año 473, alrededor de 120,000 volúmenes se quemaron; sin embargo, algunas obras ya habían sido guardadas, copiadas y difundidas a través de otros textos. También, al parecer, sufrió un incendio en el siglo VIII, en la época del emperador iconoclasta León III el Isáurico. Entre 1202-1204 la estructura sufrió grandes daños durante el saqueo de francos y venecianos en la Cuarta Cruzada. Es probable que gran parte de los libros se perdiera durante este periodo y  La conquista de Constantinopla en 1453 contribuyó a la destrucción del resto.